# Chaunté Lowe
Chaunté LaTasha Howard-Lowe (Templeton, 12 januari 1984) is een Amerikaanse hoogspringster. Ze nam viermaal deel aan de Olympische Spelen, maar won hierbij geen medailles. Op 30 mei 2010 verbeterde zij het 22 jaar oude Noord- en Midden-Amerikaanse record van 2,03 m tot 2,04 en op 26 juni 2010 zette ze het record op 2,05 m. Twee jaar later veroverde zij haar eerste mondiale titel: in Istanboel werd zij wereldindoorkampioene, kort nadat zij ook het Noord- en Midden-Amerikaanse indoorrecord had veroverd.

## Biografie

### Eerste succes
Howard studeerde van 2002 tot 2004 aan het Georgia Institute of Technology. Haar eerste succes behaalde ze in 2003 door het veroveren van een bronzen medaille op de Pan-Amerikaanse jeugdkampioenschappen. In 2004 sneuvelde ze op de Olympische Spelen van Athene in de kwalificatieronde.

### WK's en OS 2008
In augustus 2005 won Chaunté Howard een zilveren medaille op de wereldkampioenschappen in Helsinki achter de Zweedse Kajsa Bergqvist (goud) en voor de Zweedse Emma Green (brons) met een persoonlijk record van 2,00. In 2006 verbeterde ze dit persoonlijk record tot 2,01. Op de Olympische Spelen van 2008 in Peking behaalde ze in de finale een zesde plaats met een beste poging van 1,99. Dit resultaat werd door dopingovertredingen van concurrentes jaren later een bronzen medaille. Een jaar later deed ze het op de WK in Berlijn met een zevende plaats en een beste sprong van 1,96 iets minder goed, nadat zij in juni in Eugene voor de tweede maal in haar carrière Amerikaans hoogspringkampioene was geworden met een sprong over 1,95.

### Amerikaans record
Chaunté Howard startte het jaar 2010 goed door op de wereldindoorkampioenschappen in Doha met 1,98 derde te worden achter Blanka Vlašić (1e met 2,00) en de Spaanse Ruth Beitia, die met eenzelfde hoogte als Howard, maar met minder foutsprongen, tweede werd. Het bleek voor de Amerikaanse de opmaat voor een memorabele prestatie: op 30 mei tijdens de Lausitz Meeting in het Duitse Cottbus bereikte zij in vijftien stappen (dat wil zeggen vijftien sprongen in één wedstrijd) de hoogte van 2,04 en vestigde hiermee een record voor Noord- en Midden-Amerika. Het vorige stond sinds 1988 met 2,03 op naam van Louise Ritter, die later in datzelfde jaar ook olympisch kampioene was geworden.
Op de Olympische Spelen van 2012 in Londen eindigde ze op een zesde plaats met 1,97. Vier jaar later behaalde ze bij de Olympische Spelen van 2016 in Rio de Janeiro precies dezelfde prestatie. Ditmaal was het goed voor een vierde plaats. De atletes boven haar sprongen eveneens 1,97, maar dan met minder foutsprongen.

## Titels
- Wereldindoorkampioene hoogspringen - 2012
- Amerikaans kampioene hoogspringen - 2006, 2008, 2009, 2010
- Amerikaans indoorkampioene hoogspringen - 2006
- NCAA-kampioene hoogspringen - 2004
- NCAA-indoorkampioene hoogspringen - 2004

## Persoonlijke records
Outdoor
| Onderdeel    | Prestatie   | Datum        | Plaats     |
| ------------ | ----------- | ------------ | ---------- |
| 100 m        | 11,87 s     | 9 april 2005 | Clemson    |
| hoogspringen | 2,05 m (AR) | 26 juni 2010 | Des Moines |
| verspringen  | 6,61 m      | 1 mei 2010   | Kingston   |

Indoor
| Onderdeel    | Prestatie   | Datum            | Plaats      |
| ------------ | ----------- | ---------------- | ----------- |
| hoogspringen | 2,02 m (AR) | 26 februari 2012 | Albuquerque |
| verspringen  | 6,39 m      | 26 februari 2012 | Albuquerque |

## Palmares

### hoogspringen
Kampioenschappen
- 2003:  Pan-Amerikaanse jeugdkamp. - 1,81 m
- 2004: 13e in kwal. OS - 1,85 m
- 2005:  WK - 2,00 m
- 2005: 4e Wereldatletiekfinale - 1,93 m
- 2006: 8e WK indoor - 1,94 m
- 2008:  OS - 1,99 m[1]
- 2008: 5e Wereldatletiekfinale - 1,97 m
- 2009:  Amerikaanse kamp. - 1,95 m
- 2009: 7e WK - 1,96 m
- 2009: 4e Wereldatletiekfinale - 1,97 m
- 2010:  WK indoor - 1,98 m
- 2012:  WK indoor - 1,98 m
- 2012: 6e OS - 1,97 m
- 2014:  IAAF Continental Cup - 1,97 m
- 2016: 4e OS - 1,97 m

Golden League-podiumplaatsen
- 2008:  Weltklasse Zürich – 1,98 m
- 2009:  Bislett Games – 1,98 m
- 2009:  Golden Gala – 1,97 m
- 2009:  Weltklasse Zürich – 1,98 m
- 2009:  Memorial Van Damme – 1,97 m

Diamond League-podiumplaatsen
- 2010:  Qatar Athletic Super Grand Prix – 1,98 m
- 2010:  Bislett Games – 2,01 m
- 2010:  Golden Gala – 2,03 m
- 2010:  Meeting Areva – 2,00 m
- 2010:  DN Galan – 2,00 m
- 2012:  Shanghai Golden Grand Prix – 1,92 m
- 2012:  Prefontaine Classic – 1,97 m
- 2012:  Bislett Games – 1,97 m
- 2012:  Meeting Areva – 1,97 m
- 2012:  London Grand Prix – 2,00 m
- 2012:   Diamond League - 17 p
- 2016:  Prefontaine Classic - 1,95 m